# Crisis alimentaria en Níger de 2005-06
La crisis alimentaria de 2005-2006 en Níger fue una grave pero localizada crisis de seguridad alimentaria en las regiones del norte de Maradi, Tahoua, Tillabéri y Zinder en Níger de 2005 a 2006. Fue causada por el prematuro final de las lluvias de 2004, el daño de la langosta del desierto a algunas tierras de pastoreo, altos precios de los alimentos y pobreza crónica. En el área afectada, 2.4 millones de 3.6 millones de personas se consideran altamente vulnerables a la inseguridad alimentaria. Una evaluación internacional indicó que, de estos, más de 800,000 enfrentan inseguridad alimentaria extrema y otros 800,000 en situaciones alimentarias moderadamente inseguras necesitan ayuda. 

## Marco

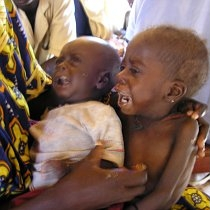
Laure Souley sostiene a su hija de tres años y a su hijo en un centro de ayuda de MSF durante la hambruna de 2005, Maradi Níger.

La crisis se había predicho durante mucho tiempo después de que enjambres de langostas consumieran casi todos los cultivos en partes de Níger durante la temporada agrícola de 2004. En otras áreas, la escasez de precipitaciones resultó en cosechas excepcionalmente pobres y pasturas secas que afectaron tanto a los agricultores como a los criadores de ganado. Una evaluación realizada por el gobierno nigerino, las Naciones Unidas y las ONG internacionales llegó al consenso general de que la crisis, aunque localmente severa, no había alcanzado el nivel de hambruna según las escalas de hambruna.   

### Causas demográficas
La población de Níger aumentó más de cinco veces entre 1950 y 2005, de 2.5 millones a 13.5 millones. Su tasa de fertilidad es la más alta del mundo con 7,6 hijos por mujer, y se proyecta que la población del país aumente diez veces en el siglo XXI a más de 200 millones de personas en 2100.

## Crisis

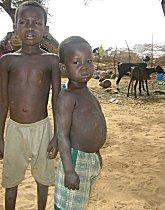
Niños desnutridos en Níger, durante la hambruna de 2005.

La región del Sahel en su conjunto registró un excedente de granos de 85,000 toneladas. Sin embargo, Níger y Chad sufrieron déficits de alrededor de 224,000 y 217,000 toneladas de granos, respectivamente. Un aumento en los precios de los alimentos incrementó la crisis alimentaria, especialmente en Níger, que era el área más afectada. 
El acceso a alimentos básicos se hizo cada vez más difícil y se informaron casos graves de desnutrición infantil. La escasez de agua y forraje también afectó negativamente la salud del ganado, camellos, ovejas y cabras, que constituyen prácticamente la única fuente de alimentos e ingresos para las comunidades nómadas. La competencia por recursos limitados también dio lugar a algunos conflictos locales. 
Según UNICEF, las tasas de desnutrición aguda aumentaron a 13.4 por ciento en los departamentos de Maradi y Zinder en el sur de Níger, con 2.5 por ciento de este grupo identificado como niños severamente desnutridos menores de cinco años. 
La escasez de alimentos afectó a 3,3 millones de personas, incluidos 800.000 niños menores de cinco años, en 3.815 aldeas. Las autoridades estimaron el déficit de cereales en 223,448 toneladas y el de alimento para el ganado en 4,642,219 toneladas.   

## Respuesta

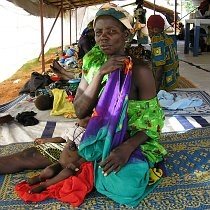
Una madre atiende a su bebé desnutrido en el centro de ayuda Maradi MSF, durante la hambruna en 2005.

Aunque la Organización de las Naciones Unidas para la Alimentación y la Agricultura ya había advertido de una crisis próxima a fines de 2004, el apoyo de los donantes llegó lentamente durante el primer semestre de 2005. A fines de agosto de 2005, el perfil de la crisis se elevó después del Secretario General de la ONU Kofi Annan visitó al presidente Tandja Mamadou en Zinder. La visita fue vista como un intento de llamar la atención sobre la crisis, y también abordar las acusaciones de que la ONU había respondido lentamente. Los donantes habían donado menos de la mitad de los US $ 81 millones solicitados por la ONU. 
El 16 de enero de 2006, la ONU dirigió un llamamiento por US $ 240 millones de ayuda alimentaria para África Occidental para alimentar al menos a 10 millones de personas afectadas por la crisis alimentaria, siendo Níger el país más afectado.

## Controversia
Varias autoridades, incluido el presidente de Níger, cuestionaron la veracidad de las afirmaciones hechas por los medios internacionales. Argumentaron que, si bien la desnutrición crónica ha sido un problema para las poblaciones de Níger, los medios de comunicación describieron errónea y deliberadamente hábitos alimentarios locales comunes como signos de una hambruna generalizada para atraer la simpatía de los donantes. El 3 de marzo de 2008, TV2 Noruega emitió el documental "Sultbløffen" (La estafa de la hambruna) que expresó la opinión de que no hubo hambruna en Níger en 2005-06, sino más bien desnutrición crónica no diferente de años anteriores. Hilary Andersson de la BBC, el coordinador de ayuda de emergencia de la ONU, Jan Egeland, así como medios de comunicación internacionales y organizaciones de ayuda en general fueron acusados de exagerar severamente y mentir sobre la situación alimentaria en el país al tergiversar la situación. Las fuentes, entre ellas una fundación noruega-sueca de desarrollo agrícola y sus asistentes locales, dieron una versión que representaba a los medios de comunicación y agencias de ayuda occidentales como ignorantes de la agricultura y flora locales y los hábitos alimenticios comunes. Citaron el llamado "racismo alimentario": la percepción de que la comida local y tradicional y las plantas alimenticias son inútiles y venenosas, a pesar de que los lugareños las han consumido durante milenios. También denunciaron la percepción de que la gente de Níger es incapaz de vivir sin el apoyo de Occidente, y argumentaron que las grandes donaciones de alimentos abrumaron el suministro local, lo que dificultó la competencia de la agricultura local. El documental recibió el 3er premio en el festival de televisión Monte Carlo de 2008, y ganó el Den Store Journalistprisen 2009 en Noruega. La BBC afirmó haber refutado inequívocamente las acusaciones de TV2, e intentó bloquear el lanzamiento internacional del documental al retirar la licencia de TV2 para el metraje de noticias del verano de 2005.